# Urani 235
L'urani 235 (235U o U-235) és un isòtop de l'urani que conforma aproximadament el 0,72% de l'urani natural. A diferència de l'isòtop predominant, l'urani 238, és físsil, és a dir, pot aguantar una reacció en cadena de fissió. És l'únic isòtop físsil que és un núclid primordial, o que es troba de manera significativa a la naturalesa.
L'urani 235 té un període de semidesintegració de 703,8 milions d'anys. Fou descobert l'any 1935 per Arthur Jeffrey Dempster. La majoria de les absorcions neutròniques, però no totes, resulten en fissió; una minoria resulten en captura neutrònica que forma urani 236.